# خداآباد، سند
خداآباد (به انگلیسی: Khudabad) یک منطقهٔ مسکونی در پاکستان است که در ایالت سند واقع شده‌است. خداآباد ۳۱ متر بالاتر از سطح دریا واقع شده‌است.